# Arezzo (provins)
Provinsen Arezzo (it. Provincia di Arezzo) er en provins i regionen Toscana i det centrale Italien. Arezzo er provinsens hovedby.
Der var 337 836 indbyggere ved folketællingen i 2020.

## Geografi
Provinsen Arezzo grænser til:
- i nord mod provinsen Firenze, Forlì-Cesena og Rimini
- i øst mod provinserne  og Pesaro e Urbino og Perugia
- i syd mod provinsen Siena og Perugia
- i vest mod Firenze og Siena.

## Kommuner
1. Arezzo
2. Montevarchi
3. Cortona
4. San Giovanni Valdarno
5. Sansepolcro
6. Castiglion Fiorentino
7. Terranuova Bracciolini
8. Bibbiena
9. Bucine
10. Cavriglia
11. Foiano della Chiana
12. Civitella in Val di Chiana
13. Monte San Savino
14. Subbiano
15. Poppi
16. Loro Ciuffenna
17. Anghiari
18. Capolona
19. Lucignano
20. Laterina
21. Marciano della Chiana
22. Castel Focognano
23. Pergine Valdarno
24. Pieve Santo Stefano
25. Stia Pratovecchio
26. Castelfranco Piandiscò
27. Castel San Niccolò
28. Castiglion Fibocchi
29. Chiusi della Verna
30. Monterchi
31. Caprese Michelangelo
32. Sestino
33. Talla
34. Badia Tedalda
35. Chitignano
36. Ortignano Raggiolo
37. Montemignaio